# Friedrich Heinrich von Bibran und Modlau
Friedrich Heinrich von Bibran und Modlau (geb. 21. November 1715 in Oyas (Kreis Liegnitz); gest. 23. Juli 1787 in Modlau) war ein preußischer Justiz- und Landrat.

## Leben
Friedrich Heinrich von Bibran und Modlau war ein Sohn des Friedrich Heinrich von Bibran und Modlau (* um 1690; † 1734), Erbherr auf Modlau, Oyas, Hünern sowie auf Groß- und Klein-Pohlwitz und der Maria Elisabeth, geb. von Schweinitz auf Seifersdorff (1698–1721). Nach einem  Jurastudium trat er der Preußischen Armee bei und diente u. a. in der Zeit von 1741 bis 1742 als Leutnant im Infanterie-Regiment des Grafen von Dohna. Nach seiner Militärzeit wurde er Justizrat im Kreis Wohlau-Steinau. 1762 wurde er in der Nachfolge von Georg Ernst von Tschammer zweiter Landrat des Kreises Wohlau. Das Amt übte er bis 1766 aus, sein Nachfolger wurde mittels Ordre vom 16. November 1766 Ernst Sigismund von Uechtritz.

## Familie
Friedrich Heinrich von Bibran und Modlau war in 3. Ehe mit Christiana Magdalena Sophia, geb.  von Ziegler und Klipphausen verheiratet.